# Rijksbeschermd gezicht Haren - Rijksstraatweg
Gezicht Haren - Rijksstraatweg is een van rijkswege beschermd dorpsgezicht in Haren in de Nederlandse provincie Groningen. De procedure voor aanwijzing werd gestart op 4 maart 2004. Het gebied werd op 26 juni 2008 definitief aangewezen. Het beschermd gezicht bestaat uit twee afzonderlijke gebieden en beslaat een oppervlakte van 283,4 hectare.
Panden die binnen een beschermd gezicht vallen krijgen niet automatisch de status van beschermd monument. Wel zal de gemeente het bestemmingsplan aanpassen om nieuwe ontwikkelingen in het gebied te reguleren. De gezichtsbescherming richt zich op de stedenbouwkundige en cultuurhistorische waardering van een gebied en wil het toekomstig functioneren daarvan veiligstellen.